# Proechimys mincae
Proechimys mincae là một loài động vật có vú trong họ Echimyidae, bộ Gặm nhấm. Loài này được J. A. Allen mô tả năm 1899.